# الأحمدية (القصيم)
مركز الأحمدية  جنوب منطقة القصيم وتابع لمحافظة البدائع ويتوسط مابين عنيزة و دخنة ويكثر بها المزارع

## التاريخ
مركز الأحمدية ديرة الشيخ الحميدي ابن بتلاء طلبها الملك فيصل بن عبد العزيز آل سعود عام 1398هـ الموافق 1978م ونزل بها الغيادين من بني عمرو ورئيس المركز الشيخ ذعار بن الحميدي ابن بتلاء والبتلاء هم شيوخ الغيادين من بني عمرو من حرب والأحمديه تمتاز بأرضها الخصبة الزراعية وايضاً توفر الماء وهي تقع بين جميع التضاريس حيث يحدها السمار من الجنوب والنفود من الشمال ووادي النسا من الغرب وهي كذالك منطقة أثرية حيث يوجد بها آثار كثيرة كما يوجد بها أكبر مشروع بالشرق الأوسط للنعام وايضاً مشروع تمور المملكة .كما يوجد بها اسطبل للخيول العربية الأصيلة

## السكان
يبلغ عدد سكان الأحمدية 2.000 نسمة.

## الموقع الجغرافي
وتقع الأحمدية جنوب منطقة القصيم وتبعد عن مدينة بريدة 75 كم . وعن محافظة البدائع 25 كم. وتبعد عن مدينة دخنة 48 كم . وتبعد عن عنيزة 44 كم .

## المناخ
المناخ قاري صحراوي، حار جاف صيفًا بارد مُمطر شتاء، وتبلغ درجة الحرارة صيفًا 45°م، وفي الشتاء تصلالى مادون الصفر ومتوسط سقوط المطر 145 ملم.